# نزوی
شهرستان نزوی (به عربی:  ولایة نزوی ) یکی از شهرستان‌های استان داخلیه در کشور پادشاهی عمان است. این شهر در دوران آغازین اسلام، پایتخت عمان بوده است، همچنین در آن دوران نام «بیضة الاسلام» نیز به این شهر گفته می‌شد.

## جمعیت
جمعیت آن در حدود ۷۰ هزار نفر می‌باشد.